# .mobi
.mobi ist eine generische Top-Level-Domain (gTLD), die von der dotMobi Ltd. betrieben wird. Sie existiert seit dem 17. Oktober 2005 und ist primär für die Bereitstellung von Websites gedacht, die speziell für mobile Endgeräte wie Smartphones oder Tablets optimiert sind.

## Geschichte
Im Rahmen der sogenannten Sunrise Period bis zum 22. September 2006 konnten Inhaber einer eingetragenen Marke die für sie schützfähigen .mobi-Domains reservieren. Anschließend begann nur vier Tage später der sogenannte Landrush, der jeder beliebigen Person die Registrierung einer Adresse ermöglicht. Der Zeitraum von vier Tagen zwischen Sunrise und Landrush Period wurde von Experten als extrem kurz kritisiert, da er nur wenig Spielraum für mögliche Streitfälle gelassen hat.
Im Februar 2007 hat die Vergabestelle dotMobi angekündigt, aus den bisher registrierten .mobi-Domains einen Webkatalog aufzubauen. Dieser sollte Nutzern dabei helfen, speziell für ihr Endgerät optimierte Websites zu finden und vor Phishing und anderen betrügerischen Inhalten schützen. Außerdem hat dotMobi mit zahlreichen Telekommunikationsunternehmen eine Partnerschaft geschlossen, im Rahmen derer .mobi verstärkt auf den Endgeräten eingesetzt und beworben wurde. Zu den Partnern gehörte neben Telefónica auch die Deutsche Telekom mit ihrer damaligen Marke T-Mobile.
Im Frühjahr 2010 wurde die Vergabestelle dotMobi durch das irische Unternehmen Afilias übernommen, welches zuvor schon die technische Infrastruktur für den Betrieb von .mobi bereitgestellt hat. Die Gründungsmitglieder von dotMobi – unter anderem Google, Vodafone, Microsoft und Nokia haben angekündigt, die Top-Level-Domain weiter zu unterstützen.

## Eigenschaften
Insgesamt darf eine .mobi-Domain zwischen drei und 63 Zeichen lang sein und nur aus alphanumerischen Zeichen bestehen. Die Verwendung internationalisierter Domainnamen ist bislang nicht möglich. Neue Adressen können von jeder natürlichen oder juristischen Person registriert werden, es gibt keine besonderen Beschränkungen bei der Vergabe. Insbesondere ist es nicht erforderlich, nachzuweisen, dass unter einer .mobi-Domain nur speziell auf mobile Endgeräte optimierte Seiten bereitgestellt werden, auch wenn die Vergabestelle die Inhaber dazu anhält.

## Bedeutung
In den letzten Jahren hat die Bedeutung von .mobi stark nachgelassen, insbesondere der Handel auf Plattformen wie Sedo ist rückläufig. Grund dafür ist vor allem, dass moderne Smartphones nicht mehr auf speziell optimierte Websites angewiesen sind, sondern auch normale Inhalte darstellen können. Eine klare Abgrenzung von .mobi zu anderen Top-Level-Domains ist damit praktisch nicht mehr vorhanden.